# Сперфогель
Спефогель (нем. Spervogel) — немецкий средневековый поэт периода раннего миннезанга. С этим именем связано развитие дидактического направления немецкой поэзии — шпруха.

## Биография
Сперфогель — псевдоним, означающий «воробей» (нем. Sperling). Исследователи считают, что часть шпрухов Сперфогеля написана значительно раньше остальных, и, исходя из этого, говорят о существовании Сперфогеля-Старшего. В отличие от Сперфогеля-Младшего, жившего около 1200 года, Сперфогель-Старший (1150—1180) жил в середине XII в., его настоящее имя — Гергер (нем. Herger) или Керлинг (нем. Kerling).

## Творчество
В Большой Гейдельбергской рукописи творчество Сперфогелей дано как целое: в нем трудно заметить как жанровое различие, так и различия в содержании. Шпрухи содержат моральные сентенции и религиозные декларации; среди них — басни о людях и животных, пословицы, основанные на фольклорных представлениях. Повествование о жизни бродячего бездомного певца содержит намеки на личную судьбу автора и позволяет причислять его к странствующим миннезингерам.